# مطار قوييانغ لونغدونغابو الدولي
مطار قوييانغ لونغدونغابو الدولي (بالإنجليزية: Guiyang Longdongbao International Airport) (إياتا: KWE، إيكاو: ZUGY) يقع في مدينة قوييانغ في جمهورية الصين الشعبية. صنف مطار قوييانغ لونغدونغابو الدولي في المرتبة الخامسة والعشرون في الصين من حيث عدد الركاب عام 2011 وفقًا لإدارة الطيران المدني في الصين، حيث تعامل مع 7,339,228 راكب، وبلغ إجمالي حركة الطائرات (القادمة والمغادرة) 67,759 طائرة وقد بلغت كمية البضائع المنقولة عبر المطار 69,130 طن.

## شركات الطيران والوجهات
| شركـات طيـران             | الوجهات |
| ------------------------- | --- |
| 9 Air                     | مطار دون موينغ، مطار سوفارنابومي الدولي، مطار تشانغتشون الدولي، مطار قوانغتشو باييون الدولي، مطار هايكو ميلان الدولي، مطار هانغتشو شياوشان الدولي، مطار هاربين الدولي، مطار حيفي شينكياو الدولي، Lianyungang، مطار نانجينغ الدولي، مطار نينغبو ليش الدولي، Phuket، مطار جينجيانغ تشيوانتشو، مطار سانيا فينيكس الدولي، مطار شنيانغ تاوكسيان الدولي، مطار ونزهو يونجقيانج الدولي، مطار سنن شوفانغ الدولي، مطار شيامن قاوتشي الدولي، مطار شينغي، مطار نانيانغ يانتشنغ، مطار تشنغتشو الدولي |
| Air Chang'an              | مطار جييانغ شاوشان، مطار ونزهو يونجقيانج الدولي، مطار شيان شيانيانغ الدولي، مطار نانيانغ يانتشنغ، مطار ينتشوان هيدونج الدولي |
| طيران الصين               | مطار بكين العاصمة الدولي، مطار بكين داشينغ الدولي، مطار تشنغدو شوانغليو الدولي، مطار تشنغدو تيانفو الدولي، مطار داليان تشوشويزي الدولي، مطار هانغتشو شياوشان الدولي، مطار هوهوت بايتا الدولي، مطار شانغهاي بودنغ الدولي، مطار شينزين باوان الدولي، مطار تيانجين الدولي، مطار ونزهو يونجقيانج الدولي، مطار ووهان تيانهي الدولي، مطار شيامن قاوتشي الدولي، مطار يونتشنغ قوانقونغ |
| Air Guilin                | مطار شنيانغ تاوكسيان الدولي، مطار تانغشان سانوهي، مطار سوزهو جوانين |
| طيران ماكاو               | مطار ماكاو الدولي |
| باتيك إير ماليزيا         | مطار كوالالمبور الدولي |
| خطوط العاصمة بكين الجوية  | مطار هايكو ميلان الدولي، مطار هانغتشو شياوشان الدولي، مطار حيفي شينكياو الدولي، مطار ساني ليجيانغ، مطار غينغادو جياودونغ الدولي، مطار سانيا فينيكس الدولي، مطار شيهيان ودانغشان، مطار شيان شيانيانغ الدولي، مطار شيشوانغباننا غاسا، مطار ييتشانغ سانشيا |
| Chengdu Airlines          | مطار تشانغتشون الدولي، مطار تشنغدو تيانفو الدولي، مطار داليان تشوشويزي الدولي، مطار فوتشو تشانغله الدولي، مطار هاربين الدولي، مطار حيفي شينكياو الدولي، مطار هوهوت بايتا الدولي، مطار جينان الدولي، مطار جينينغ كوفو، مطار ساني ليجيانغ، مطار لوليانغ داو، مطار نانتشانغ تشانغبى الدولي، مطار نانجينغ الدولي، مطار نينغبو ليش الدولي، مطار غينغادو جياودونغ الدولي، مطار شنيانغ تاوكسيان الدولي، مطار شيجياتشوانغ تشنغدينغ الدولي، مطار ونزهو يونجقيانج الدولي، مطار ووهان تيانهي الدولي، مطار شيتشانغ تشينغشان، مطار شيشوانغباننا غاسا، مطار يانتاي بينجلاي الدولي، مطار يويانغ، مطار تشنغتشو الدولي |
| خطوط شرق الصين الجوية     | مطار داليان تشوشويزي الدولي، مطار إينشي شوجيابينغ، مطار جينغقانغشان، مطار نانجينغ الدولي، مطار نينغبو ليش الدولي، مطار شانغهاي هونغكياو الدولي، مطار شانغهاي بودنغ الدولي، مطار تاييوان وسو الدولي، مطار ووهان تيانهي الدولي، مطار شيان شيانيانغ الدولي |
| طيران الصين اكسبرس        | مطار يايسي باما، مطار باوتو يرليبان، Bazhong، مطار بيجي فيشونغ، مطار تشنغدو شوانغليو الدولي، مطار قويلين يانغ جيانغ الدولي، مطار جينان الدولي، مطار ليبو، مطار لينفين ياودو، مطار نانيانغ جيانغ يينغ، مطار اوردوس إيجين هورو، مطار قوزهو، مطار سانيا فينيكس الدولي، Wuhu، مطار شيان شيانيانغ الدولي، مطار شينغي، Yan'an، Zhanjiang، مطار تشوشان بوتوشان، مطار تشوهاى جينوان |
| خطوط جنوب الصين الجوية    | مطار سوفارنابومي الدولي، مطار بكين داشينغ الدولي، مطار تشانغتشون الدولي، مطار تشانغشا هوانغوا الدولي، مطار داليان تشوشويزي الدولي، مطار فوتشو تشانغله الدولي، مطار قوانغتشو باييون الدولي، مطار هايكو ميلان الدولي، مطار هانغتشو شياوشان الدولي، مطار هاربين الدولي، مطار جييانغ شاوشان، مطار لانتشو تشونغ تشوان، مطار نانجينغ الدولي، مطار نانينغ وشو الدولي، مطار نينغبو ليش الدولي، مطار كانساي الدولي، مطار غينغادو جياودونغ الدولي، مطار شانغهاي هونغكياو الدولي، مطار شانغهاي بودنغ الدولي، مطار شنيانغ تاوكسيان الدولي، مطار شينزين باوان الدولي، مطار تايوان تاويوان الدولي، مطار تايتشو وقياو، مطار أورومتشي الدولي، مطار ونزهو يونجقيانج الدولي، مطار ووهان تيانهي الدولي، مطار شيامن قاوتشي الدولي، مطار شينينغ الدولي، مطار سوزهو جوانين، مطار ينتشوان هيدونج الدولي، مطار ييوو، مطار تشانغجياجيه هيهوا، مطار تشنغتشو الدولي، مطار تشوهاى جينوان |
| Chongqing Airlines        | مطار تايتشو وقياو |
| Colorful Guizhou Airlines | مطار بيجي فيشونغ، مطار تشانغشا هوانغوا الدولي، مطار تشانغتشو بيننو، مطار تشنغدو شوانغليو الدولي، مطار تشونغتشينغ جيانغبى الدولي، Dazhou، مطار فوتشو تشانغله الدولي، مطار هايكو ميلان الدولي، مطار ليوبانشوي يويزهاو، مطار لويانغ الدولي، مطار لوئهو يونلونغ، مطار نانجينغ الدولي، مطار نانتونغ شينغ دونغ، مطار نينغبو ليش الدولي، مطار شيجياتشوانغ تشنغدينغ الدولي، مطار تايتشو وقياو، مطار تيانجين الدولي، مطار تونغرين فينغوانغ، مطار وانتشو وتشياو، مطار ووهان تيانهي الدولي، Wuzhou، مطار شيان شيانيانغ الدولي، مطار شينغي، مطار يبين واليانجي، مطار ييوو، مطار تشنغتشو الدولي، مطار زوني ماوتاي |
| Dalian Airlines           | مطار داليان تشوشويزي الدولي، Lianyungang |
| Donghai Airlines          | مطار نانتونغ شينغ دونغ |
| Fuzhou Airlines           | مطار فوتشو تشانغله الدولي، مطار شيان شيانيانغ الدولي |
| طيران جي إكس              | مطار جينينغ كوفو، مطار لويانغ الدولي، مطار تيانجين الدولي |
| خطوط هاينان الجوية        | مطار بكين العاصمة الدولي، مطار داليان تشوشويزي الدولي، مطار هايكو ميلان الدولي، مطار هوهوت بايتا الدولي، مطار لانتشو تشونغ تشوان، مطار نينغبو ليش الدولي، مطار باريس شارل ديغول، مطار سانيا فينيكس الدولي، مطار شينزين باوان الدولي، مطار شيان شيانيانغ الدولي |
| Hebei Airlines            | مطار بكين داشينغ الدولي، مطار تشانغتشون الدولي، مطار هانغتشو شياوشان الدولي، مطار لونغنان جينتشيو، مطار شنيانغ تاوكسيان الدولي، مطار شيجياتشوانغ تشنغدينغ الدولي |
| Jiangxi Air               | مطار نانتشانغ تشانغبى الدولي |
| خطوط جونياو الجوية        | مطار هانغتشو شياوشان الدولي، مطار هويزهو بينجتان، مطار نانجينغ الدولي، مطار شانغهاي هونغكياو الدولي، مطار شانغهاي بودنغ الدولي، مطار ونزهو يونجقيانج الدولي |
| Kunming Airlines          | مطار بوشان يوندوان، مطار تشانغتشي وانغشون |
| طيران لونج                | مطار قانتشو هوانتشين، مطار جينان الدولي، مطار نينغبو ليش الدولي، مطار ونزهو يونجقيانج الدولي، مطار سنن شوفانغ الدولي |
| خطوط لاكي الجوية          | مطار جينجيانغ تشيوانتشو، مطار سوزهو جوانين، مطار تشنغتشو الدولي |
| Pacific Airlines          | عارض: مطار كام رانه الدولي |
| Qingdao Airlines          | مطار تشانغتشون الدولي، مطار تشانغتشو بيننو، مطار غينغادو جياودونغ الدولي، مطار شنيانغ تاوكسيان الدولي، مطار ونزهو يونجقيانج الدولي، مطار يانغزهو تايزهو |
| خطوط شاندونغ الجوية       | مطار تشانغتشون الدولي، مطار تشانغتشو بيننو، مطار داليان تشوشويزي الدولي، مطار هاربين الدولي، مطار هينغيانغ نانيوي، مطار جينان الدولي، مطار نانجينغ الدولي، مطار نينغبو ليش الدولي، مطار غينغادو جياودونغ الدولي، مطار جينجيانغ تشيوانتشو، مطار تاييوان وسو الدولي، مطار ونزهو يونجقيانج الدولي، مطار ووهان تيانهي الدولي، مطار شيامن قاوتشي الدولي، مطار شيان شيانيانغ الدولي، مطار شينينغ الدولي، مطار يانتاي بينجلاي الدولي، مطار تشنغتشو الدولي |
| خطوط شانغهاي الجوية       | مطار شانغهاي هونغكياو الدولي، مطار شانغهاي بودنغ الدولي، مطار ونزهو يونجقيانج الدولي، مطار تشنغتشو الدولي |
| خطوط شينزين الجوية        | مطار هاربين الدولي، مطار حيفي شينكياو الدولي، مطار نانجينغ الدولي |
| خطوط سيتشوان الجوية       | مطار هانغتشو شياوشان الدولي، مطار هاربين الدولي، مطار حيفي شينكياو الدولي، مطار جينان الدولي، مطار لانتشو تشونغ تشوان، مطار جينجيانغ تشيوانتشو، مطار سانيا فينيكس الدولي، مطار شيان شيانيانغ الدولي، مطار شيشوانغباننا غاسا، مطار سوزهو جوانين |
| Sky Angkor Airlines       | موسمي عارض: Siem Reap ‏ |
| سبرينغ (شركة طيران)       | مطار غوانغيون بانلونغ، مطار نينغبو ليش الدولي، مطار شانغهاي هونغكياو الدولي، مطار شيجياتشوانغ تشنغدينغ الدولي، مطار يانغزهو تايزهو |
| خطوط سوبارنا الجوية       | مطار جينان الدولي، مطار شانغهاي بودنغ الدولي، مطار ونزهو يونجقيانج الدولي، مطار شانغينغ ليوجي |
| خطوط تيانجين الجوية       | مطار أنقينج تيانزهوشان، مطار فوتشو تشانغله الدولي، مطار هايكو ميلان الدولي، مطار جييانغ شاوشان، مطار جينان الدولي، مطار ليوبانشوي يويزهاو، مطار نانجينغ الدولي، مطار غينغادو جياودونغ الدولي، مطار سانيا فينيكس الدولي، مطار تيانجين الدولي، مطار أورومتشي الدولي، مطار شيان شيانيانغ الدولي، مطار يولين يو يانغ، Zhanjiang، مطار تشنغتشو الدولي، مطار تشوهاى جينوان |
| طيران التبت               | مطار شنيانغ تاوكسيان الدولي |
| خطوط فيت جيت              | عارض: مطار كام رانه الدولي |
| West Air ‏                 | مطار جينان الدولي، مطار نانجينغ الدولي، مطار شيشوانغباننا غاسا، مطار تشنغتشو الدولي |
| خطوط زيامن الجوية         | مطار فوتشو تشانغله الدولي، مطار هانغتشو شياوشان الدولي، مطار جينجيانغ تشيوانتشو، مطار شيامن قاوتشي الدولي |